# Agustín Miranda
Agustín Miranda (1930) é um ex-futebolista paraguaio que atuava como defensor.

## Carreira
Agustín Miranda fez parte do elenco da Seleção Paraguaia de Futebol, na Copa do Mundo de  1958.